# Fram för lilla Märta
Fram för lilla Märta er en svensk film fra 1945 af Hasse Ekman. En dansk udgave indspilles i 1946  Op med lille Martha.
- Manuskript Hasse Ekman.
- Instruktion Hasse Ekman.

## Medvirkende
- Stig Järrel - Sture Letterström
- Hasse Ekman - Kurre
- Thor Modéen - Fredriksson
- Elsie Albiin - Inga Bergström
- Agneta Lagerfeldt - Barbro Bergström
- Gull Natorp - Lovise Eklund
- Margit Andelius - fröken Wiklund
- Julia Cæsar - Agnes Fallén
- Douglas Håge - Borgmester i Lillköping